# 提子墨
提子墨（てぃー ずー もー、英語: Tymo Lin）は台湾の推理作家。英国推理作家協会会員、カナダ推理作家協会会員、博客來「推理藏書閣」書評者、東森ETtoday新聞雲コラムニスト。

## 略歴
台北市生まれ、カナダ在住。バンクーバー・フィルム・スクール3Dアニメーション・特殊効果科（3D Animation & Visual Effects）卒。
アメリカやカナダで発行される複数の中国語新聞や雑誌において、約九年間コラムニストとして活動。『品』(英語: Distinctive Taste)誌旅行コラム、世界日報傘下『世界週刊』コラム「墨眼看天下」、『Mass-Age』コラム「全球移民後遺症」などを執筆。
2012年、第十回台湾推理作家協会賞で中篇『箴言12：22』が第一次選考を通過し、その際陳浩基からのコメントで高い評価と励ましを受けたことが原動力となり、第四回島田荘司推理小説賞に応募。宇宙ステーションを舞台にした長篇『熱層之密室』は最終候補に入選した。大賞の発表時点で、ファースト・ネーションの探偵役、アハヌ・ツォーシー(Ahanu Tsosie)が再び登場する続編も大部分が書き上がっていたという。2016年7月、ノンシリーズ長篇『火鳥宮行動』を刊行。
台湾やアメリカ、カナダの各地において定期的に講演会やイベントも行っている。2016年、サンフランシスコ公共図書館は『熱層之密室』『火鳥宮行動』『追著太陽跑，一頭栽進去用力戰勝自己！』を蔵書とした。

## 受賞歴
- 2012年 - 第10回台湾推理作家協会賞第一次選考通過[7]
- 2015年 - 第4回島田荘司推理小説賞にて長編『熱層之密室』（熱圏の密室）が最終候補[8]

## 作品リスト
単行本
- 『熱層之密室』 (en) （皇冠文化、2015）繁体字中国語版。第4回島田荘司推理小説賞最終候補作[3] ISBN 978-9-5733-3179-7
  - 『熱層之密室』（百花文艺、2016）[9]簡体字中国語版　ISBN 978-7-5306-7046-0
- 『火鳥宮行動』 (en) （秀威-釀出版、2016）[5] ISBN 978-9-8644-5126-5
- 『水眼：微笑藥師探案系列』（秀威-要有光、2017）[10]ISBN 978-9-8693-5678-7
- 『幸福到站，叫醒我』（尖端、2017）ISBN 978-9-5710-7827-4
- 『星辰的三分之一』（尖端、2018）ISBN 978-9-5710-8310-0

翻訳
- 『推理寫作祕笈』（馬可孛羅文化、2018）編集 スー・グラフトン、翻訳者 提子墨 / 譚端 / 黃羅 / 舟動 ISBN 978-9-5787-5943-5

旅行エッセイ
- 『追著太陽跑，一頭栽進去用力戰勝自己！』（秀威-釀出版、2016）[11]ISBN 978-9-8644-5169-2

雑誌等収録短編 (カナダ、アメリカ、台湾)
- 「結髮白頭」（2010/03/16～2010/05/10）僑報「文學副刊」連載
- 「伊努克修柯」（2009）『紅杉林』夏秋合刊
- 「原來我們曾經相識過」（2007/08/25）聯合報
- 「奧狄賽之門」（2007/12/20～2007/12/29）世界日報「小說世界」連載
- 「死亡之花」（2007/06/12～2007/06/17）世界日報「小說世界」連載
- 「須臾」（2007/04/08）世界日報「小說世界」
- 「喉嚨」（2007/01/23）世界日報「小說世界」
- 「清客」（2007/03/09～2007/03/13）世界日報「小說世界」連載
- 「他愛我，她不愛我」（2009/10/21）僑報「文學副刊」

散文（アメリカ、オーストラリア）
- 「元月一日死亡记事」（2009/12/18）僑報「文學副刊」
- 「我不是牛魔王」（2010/03/10）僑報「文學副刊」
- 「我在外島當兵的日子」（2009/06） Sameway Magazine (en) 「談文說藝」
- 「在咖啡廳遇見惡魔」（2011/10/29）美國城市報「都市廣場」

ルポルタージュ（アメリカ、台湾）
- 「世界遺忘的台灣」（2007/09/17）中時電子報
- 「郎德山的百年魔幻」（2009/07）世界周刊（特集記事）
- 「五光十色 歡慶文化冬奧」（2010/03）世界周刊（特集記事）
- 「我們的食物安全嗎？」（2010/03）世界周刊
- 「賈伯斯的蘋果核戰」（2010/03）世界周刊（特集記事）
- 「一位孩童一台筆電的築夢工程」（2010/04）世界周刊
- 「你是不是怪獸家長」（2010/04）世界周刊
- 「迎接機器人的新世紀」（2010/07）世界周刊
- 「FACEBOOK網路夢魘」（2010/07）世界周刊
- 「韓流背後的全方位經營哲學」（2010/08）世界周刊
- 「日本動漫次文化延燒北美」（2010/10）世界周刊
- 「3D科技大行其道」（2010/10）世界周刊
- 「絢爛回歸樸實的平價生活」（2010/10）世界周刊
- 「車床族的車震獵奇」（2010/10）世界周刊
- 「你的智慧型手機被監視了嗎？」（2010/12）世界周刊
- 「樂活到最後：為生命落幕的天使」（2011/01）世界周刊

## 講演
【アメリカ】
2016 舊金山推理之行
- 「從阿嘉莎到島田。從古典推理到二十一世紀新本格」- 2016/06/11 ，於加州「舊金山市立總圖書館」

2017 秀威作家 北美巡迴講座
- 「追著太陽跑，一頭栽進去用力戰勝自己！」2017/06/10早上，於加州「舊金山市立總圖書館」[12]

- 「追著太陽跑，一頭栽進去用力戰勝自己！」2017/06/10下午，於加州聖荷西庫比蒂諾「世界生活館」[13]
- 「追著太陽跑，一頭栽進去用力戰勝自己！」2017/06/11，於加州灣區「南灣華僑文教中心」[14]
- 「追著太陽跑，一頭栽進去用力戰勝自己！」2017/06/17，於德州達拉斯「達拉斯華人活動中心」[15]
- 「追著太陽跑，一頭栽進去用力戰勝自己！」2017/06/18，於德州休士頓「休士頓中華文化服務中心」[16]

【台湾】
- 「異度空間殺人事件：不可能的犯罪進化論」- 2015/10/03 ，與薛西斯於「偵探書屋」[17]
- 「寫作心機女Vs.時空穿梭男」2016/07/10 ，與紀昭君於「高雄國際書展」大舞台
- 「寫作心機女Vs.時空穿梭男」2016/07/16 ，與紀昭君於「新北市青少年圖書館」[18]
- 「輕一點推理！硬一點奇幻！辯一辯行不行？」2016/07/31，與張渝歌及月亮熊於「金車文藝中心」[19]
- 「追著太陽跑X吃喝玩樂話矽谷，樂活比你想得更簡單！」2017/02-04，與周典樂於「國家書店」
- 「矽谷的吃喝玩樂探索，陽光燦爛的世界行腳」2017/02/10，與周典樂於「台北國際書展」A403[20]
- 「水怪Vs.外星人大爆走：談推理世界的地外文明與UMA神祕生物」2017/02/10，於「台北國際書展」文化沙龍[21]
- 「UFO、UMA異種與星際旅行的關鍵時刻」2017/02/12，與航太博士傅鶴齡教授於「台北國際書展」A403[22]
- 「從建構推理小說的世界觀，到宣傳台灣推理的無國界」2017/10/21，於金車文藝中心[23]
- 「推理系╳絲綢系╳幸福繪師｜不瞌睡對談會」2018/02/08，與Josef Lee、薛西斯及月亮熊於「偵探書屋 Murder Ink」[24]
- 「溫蒂．沃克（Wendy Walker）與台灣推理作家交流會」2018/02/09，主持人於「偵探書屋 Murder Ink」
- 「在環遊世界之際，端看不同國家如何關愛他們的本土推理？」2018/02/24，於「臺中市立圖書館清水分館」

## ラジオインタビュー
【アメリカ】
- FM 92.3 The Universal FM「非常品味」2013-03-20，主持人依林專訪[25]
- FM 96.1 星島中文電台「焦點訪談」2016-06-10，主持人海翔專訪[26]
- FM 96.1 星島中文電台「焦點訪談」2017-06-09，主持人海翔專訪[27]
- AM1050 休斯頓時代華語廣播電台「時代生活」2017-06-14，主持人舒婷專訪